# 163. Preis der Diana 2021
Der 163. Preis der Diana 2021 (voller Name 163. Henkel-Preis der Diana – German Oaks) fand am 1. August 2021 auf der Galopprennbahn Düsseldorf-Grafenberg statt. Es war das 163. Ausgabe dieses seit 1857 ausgetragenen Rennens und war mit 500.000 € dotiert. In Folge der Corona-Beschränkungen waren am Diana-Renntag nur 3000 Zuschauer zugelassen. In ganz Europa mussten wegen fehlender Zuschauer und in Not geratener Sponsoren die Rennpreise gekürzt werden. Dank der großzügigen Unterstützung durch den Sponsor Henkel konnte aber der Diana-Renntag 2021 mit weitgehend ungeänderten Preisgeldern durchgeführt werden.
Es gewann die von Andreas Wöhler für das Gestüt Etzean trainierte und von diesem Gestüt auch gezogene Stute Palmas. Trotz einsetzenden Regens erzielte die Siegerin mit einer Zeit von 2:12,15 (59,95 km/h) einen neuen Bahnrekord. Der Reiter von Palmas, Eduardo Pedroza, gewann nicht nur das Hauptrennen, sondern auch das Gruppe III Rennen über die Meile und den zwischen beiden Rennen ausgetragenen Ausgleich II. Er erzielte damit einen lupenreinen Hattrick und hatte nach langen gesundheitlichen Problemen wegen einer Hüftoperation einen der besten Tage seiner langen Karriere. Palmas war die letzte Tochter der Surumu-Tochter Peace Time, die Palmas im stolzen Alter von 22 Jahren gebar. Mit ihr belegte der legendäre Fährhofer Vererber noch einmal einen sehr guten 5. Platz im Championat der Väter von Mutterstuten, ein Championat, das er insgesamt 10 Mal gewann. Darüber hinaus ist Palmas eines der letzten Pferde der Vollblutzucht frei von Northern-Dancer-Blut und deshalb ein besonders attraktiver Outcross für die Zucht.

## Resultat
| Platz | Pferd         | Nr. | Abstand     | Gewinn    | Besitzer              | Trainer            | Jockey               | Quote |
| ----- | ------------- | --- | ----------- | --------- | --------------------- | ------------------ | -------------------- | ----- |
| 01    | Palmas        | 10  | überlegen   | 300.000 € | Gestüt Etzean         | Andreas Wöhler     | Eduardo Pedroza      | 05,5  |
| 02    | Isfahani      | 08  | 6 Längen    | 100.000 € | Darius Racing         | Henk Grewe         | Andrasch Starke      | 06,3  |
| 03    | Noble Heidi   | 03  | 1 Länge     | 050.000 € | Manfred Schmelzer     | Henk Grewe         | Lukas Delozier       | 11,0  |
| 04    | Walkaway      | 16  | 3⁄4 Länge   | 027.000 € | Gestüt Schlenderhan   | Markus Klug        | Antonio Orani        | 20,7  |
| 05    | Anoush        | 07  | Nase        | 013.000 € | Darius Racing         | Andreas Suborics   | Clement Lecoeuvre    | 19,0  |
| 06    | Alaskasonne   | 05  | 1 Länge     | 010.000 € | Gestüt Röttgen        | Markus Klug        | Andreas Helfenbein   | 10,7  |
| 07    | Salonlove     | 14  | 1⁄2 Länge   |           | Gestüt Wittekindshof  | Andreas Suborics   | Maxime Pecheur       | 68,7  |
| 08    | Normfliegerin | 12  | 1⁄2 Länge   |           | Gestüt Wittekindshof  | Peter Schiergen    | Bauyrzhan Murzabayev | 08,9  |
| 09    | Amazing Grace | 02  | kurzer Kopf |           | Christoph Berglar     | Waldemar Hickst    | Theo Bachelot        | 05,3  |
| 10    | India         | 13  | 1⁄2 Länge   |           | Gestüt Ittlingen      | Janina Reese       | Wladimir Panov       | 29,3  |
| 11    | Reine d’amour | 01  | 1 ⁄4 Längen |           | Gestüt Auenquelle     | Marcel Weiß        | Rene Piechulek       | 10,3  |
| 12    | Lady Laura    | 11  | 1 ⁄2 Längen |           | Gestüt Ittlingen      | Waldemar Hickst    | Alexander Pietsch    | 34,4  |
| 13    | Andisheh      | 16  | 4 Längen    |           | Steffen Molks         | Bohumil Nedorostek | Martin Seidl         | 83,3  |
| 14    | Mercedes      | 15  | Hals        |           | Gestüt Görlsdorf      | Roland Dzubasz     | Gerald Mosse         | 57,4  |
| 15    | Wismar        | 09  | kurzer Kopf |           | Gestüt Park Wiedingen | Peter Schiergen    | Sibylle Vogt         | 55,8  |
| 16    | Theodora      | 04  | kurzer Kopf |           | Gestüt Wiesengrund    | Waldemar Hickst    | Michael Cadeddu      | 29,7  |

## Bilder der Diana-SiegerinPalmas

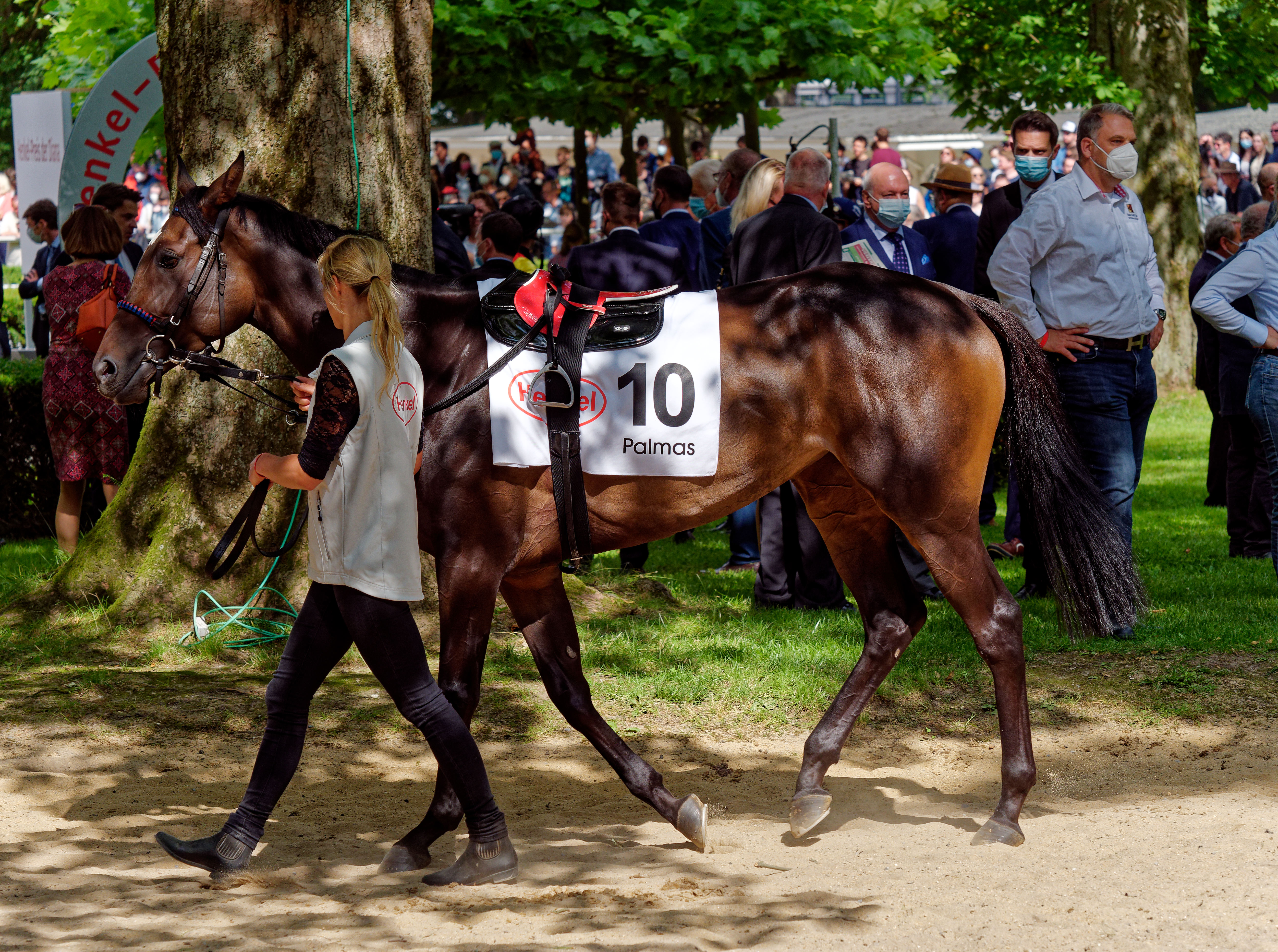
Palmas im Führring
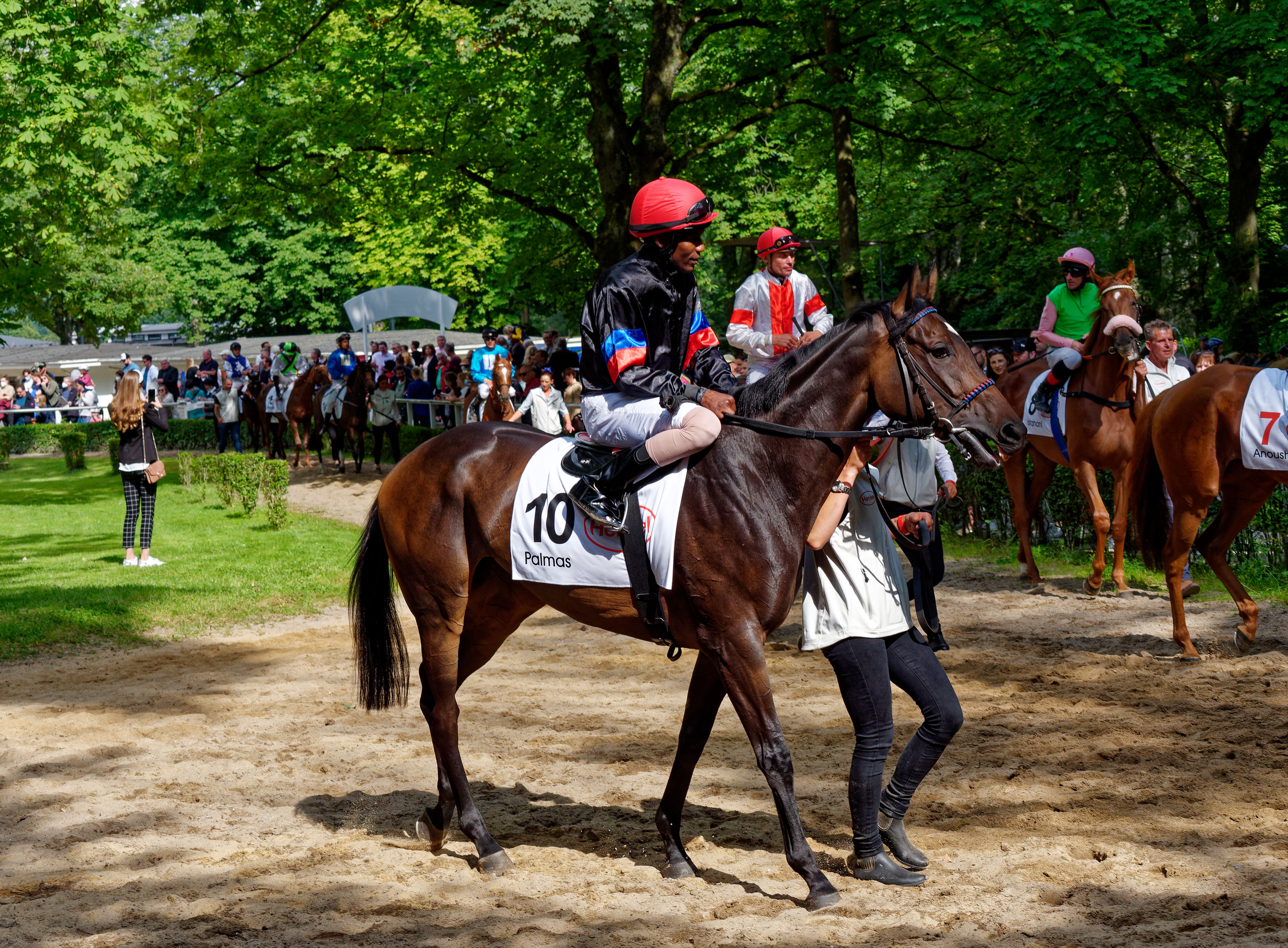
Palmas verlässt den Führring
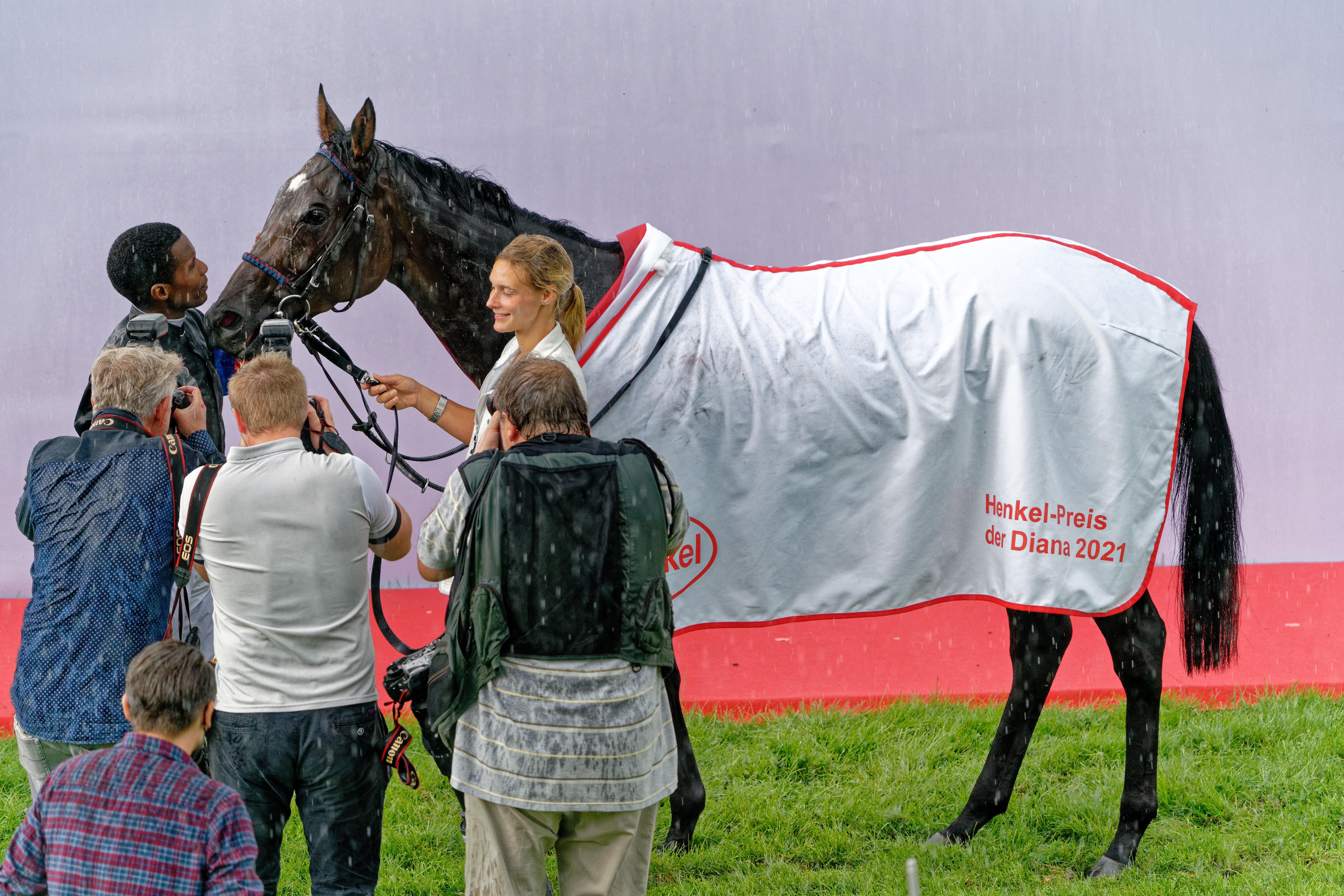
Palmas vor der Siegerehrung mit Jockey Eduardo Pedroza
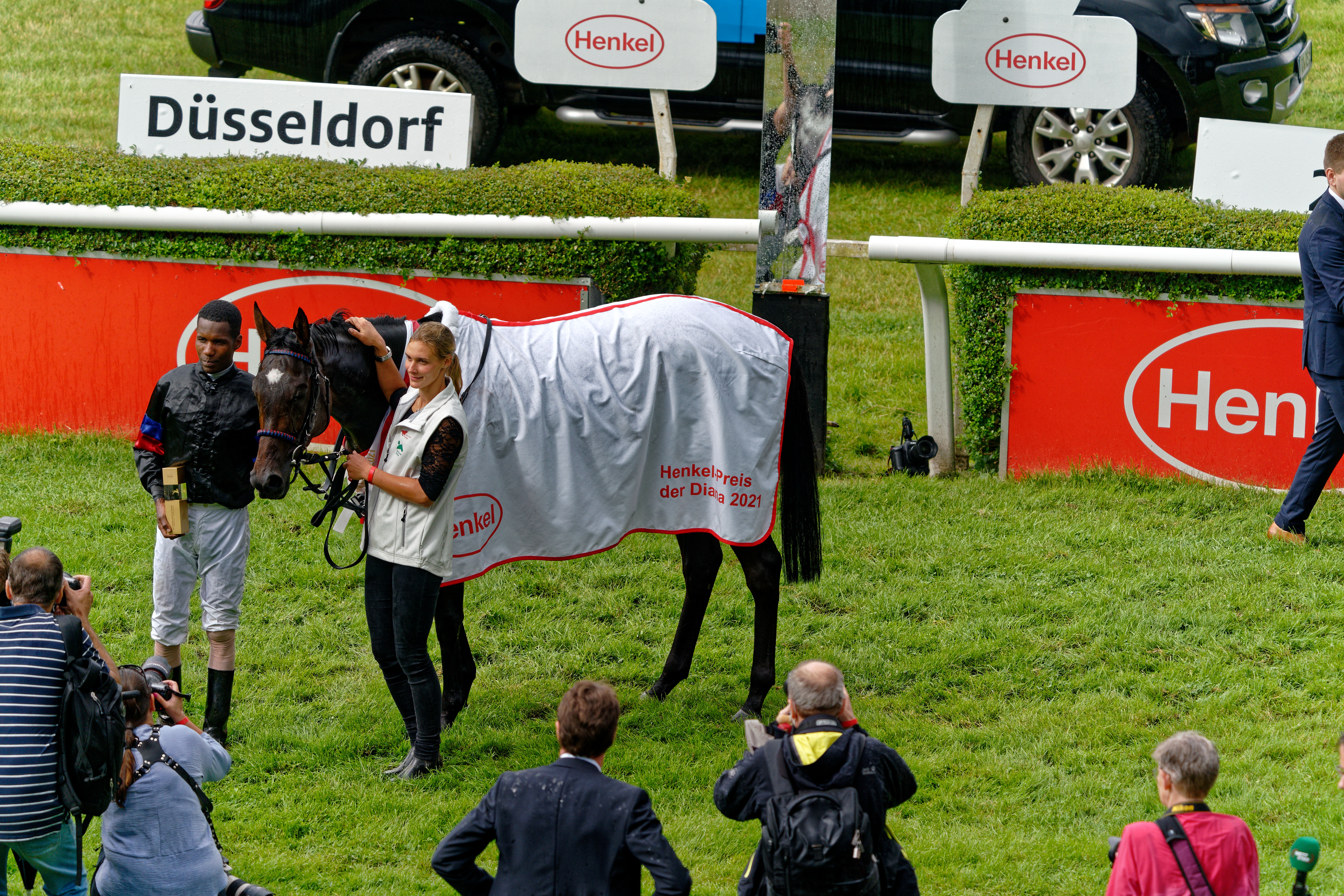
Palmas nach der Siegerehrung mit Jockey Eduardo Pedroza

## Bilder der platzierten Pferde

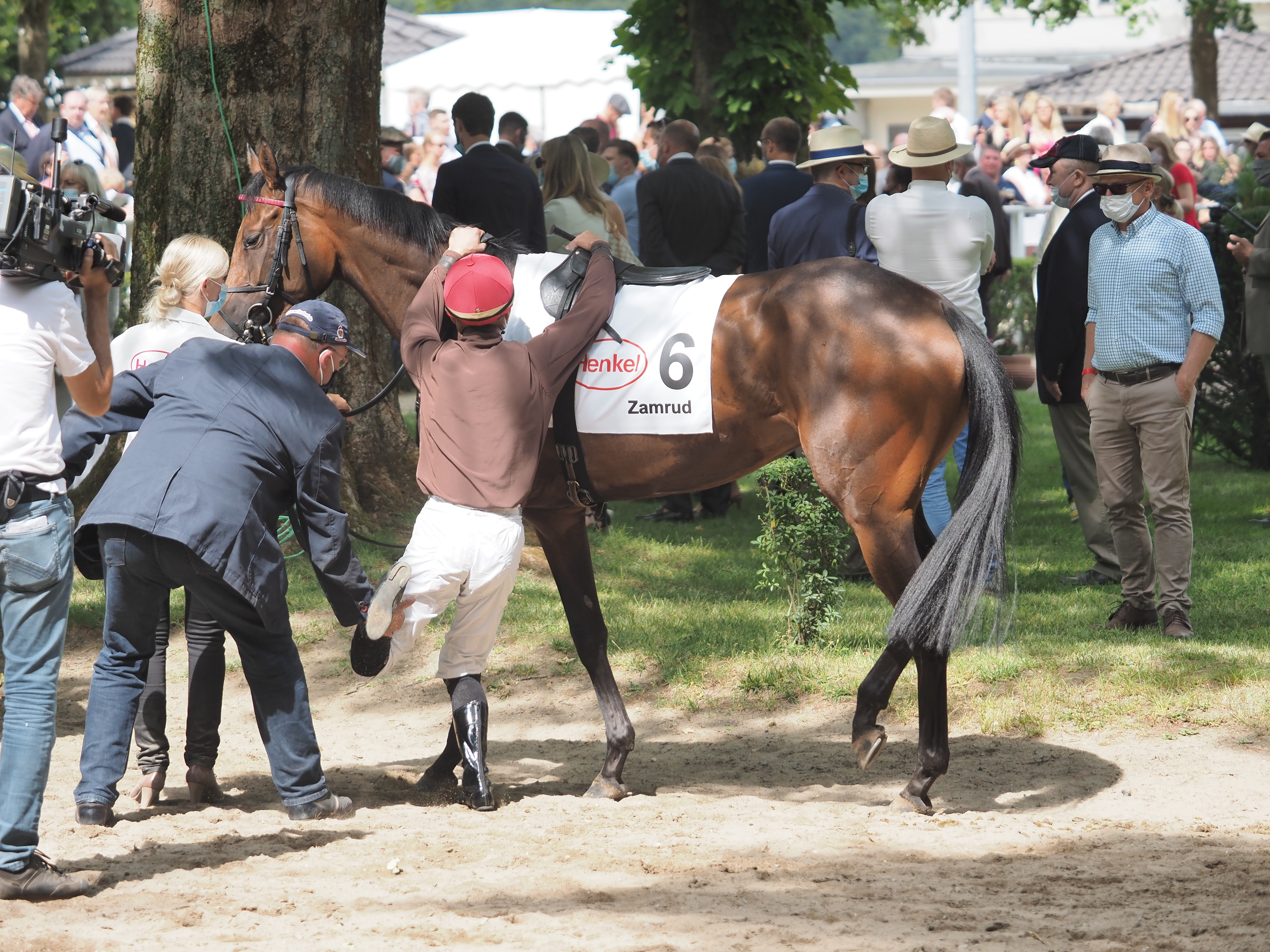
Zamrud
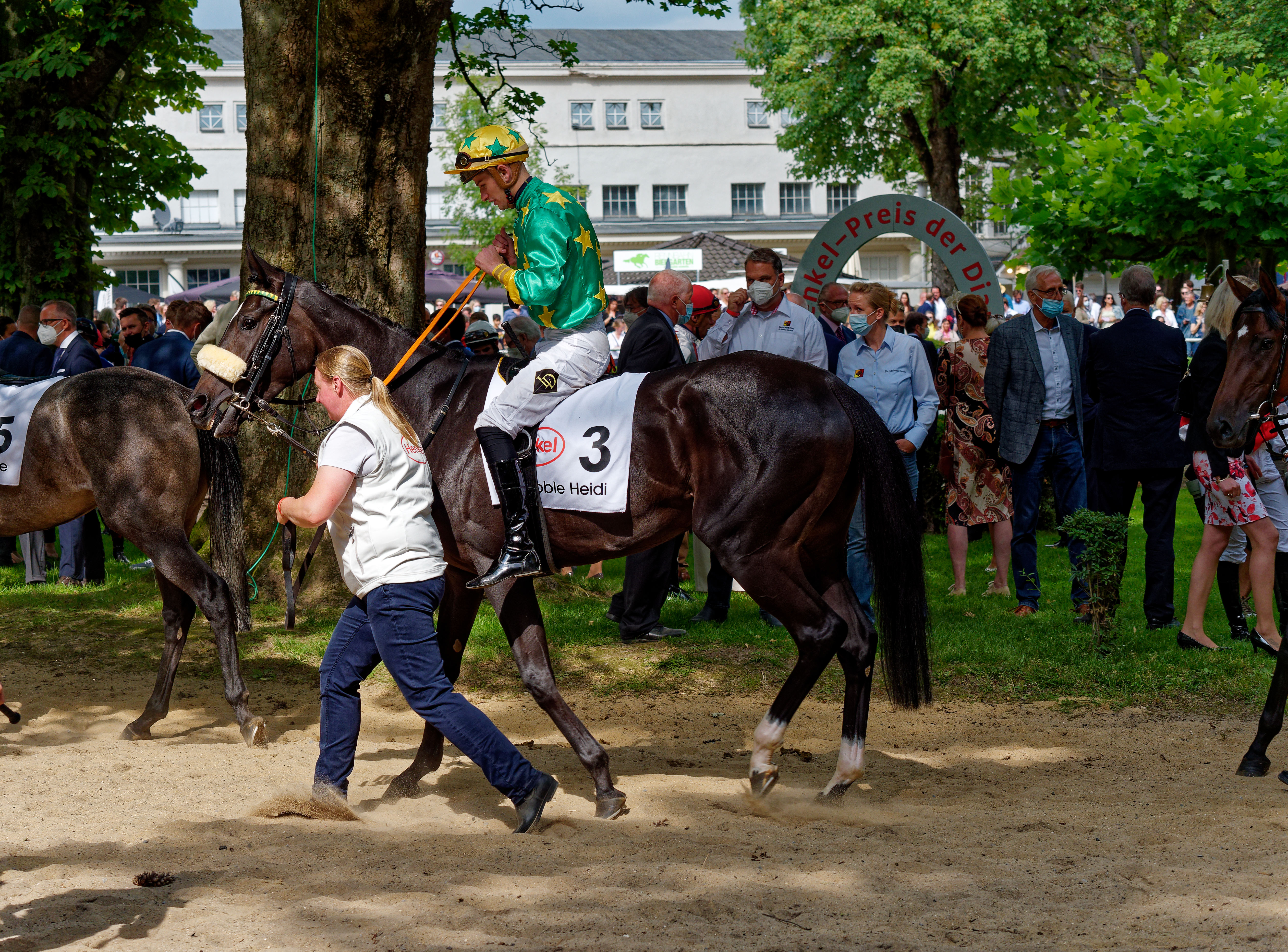
Noble Heidi
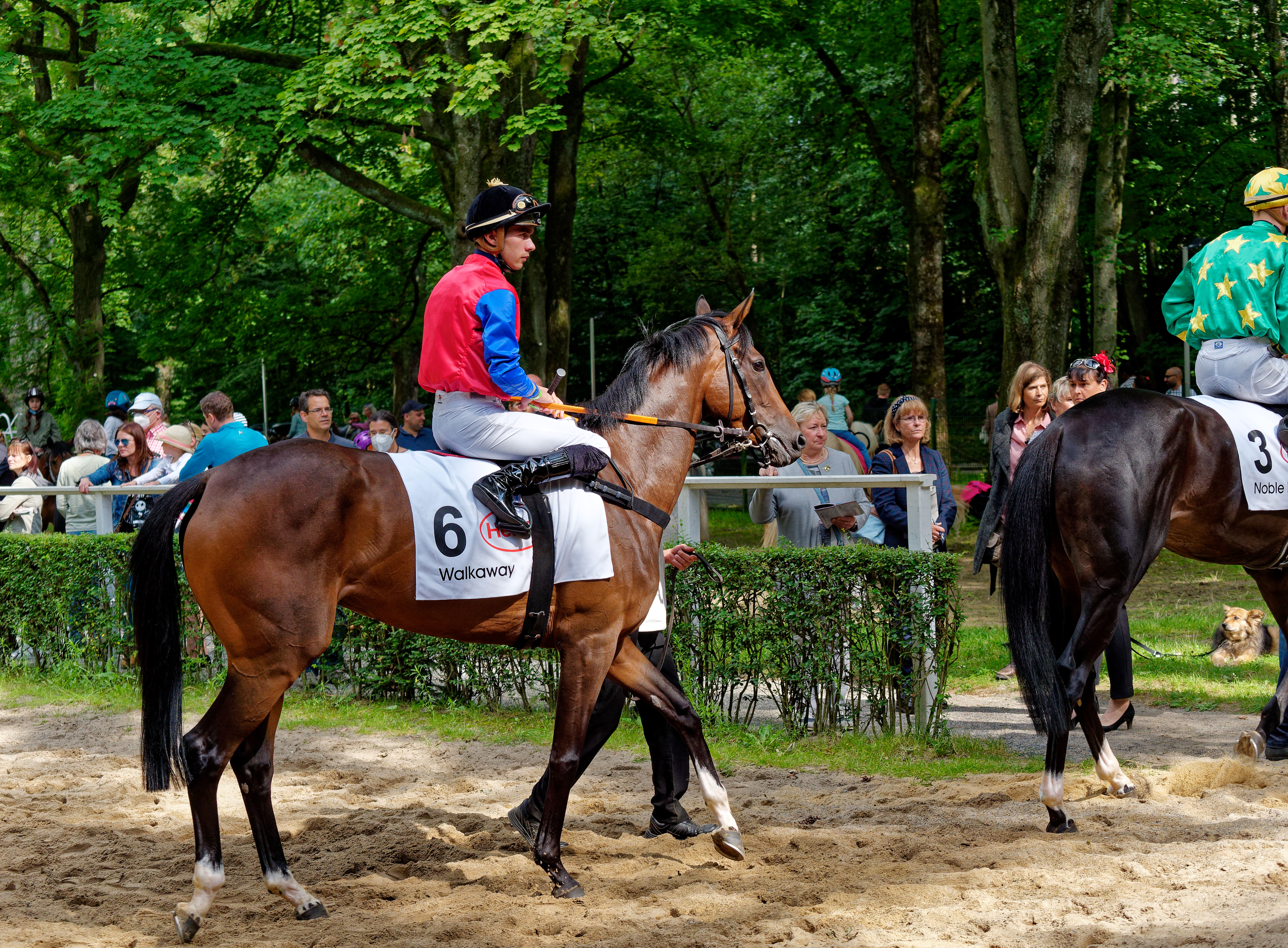
Walkaway
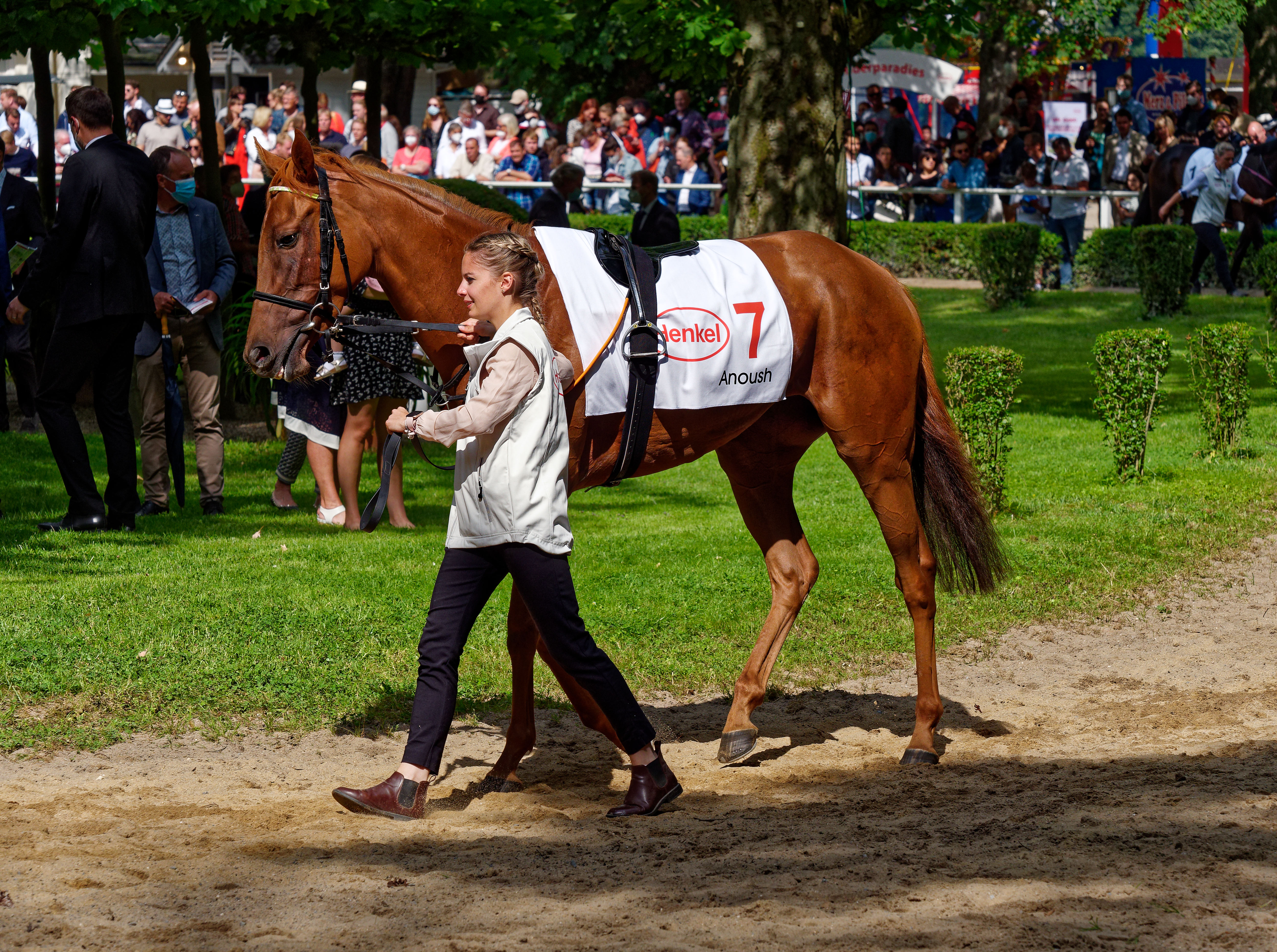
Anoush

## Bilder vom Rennen

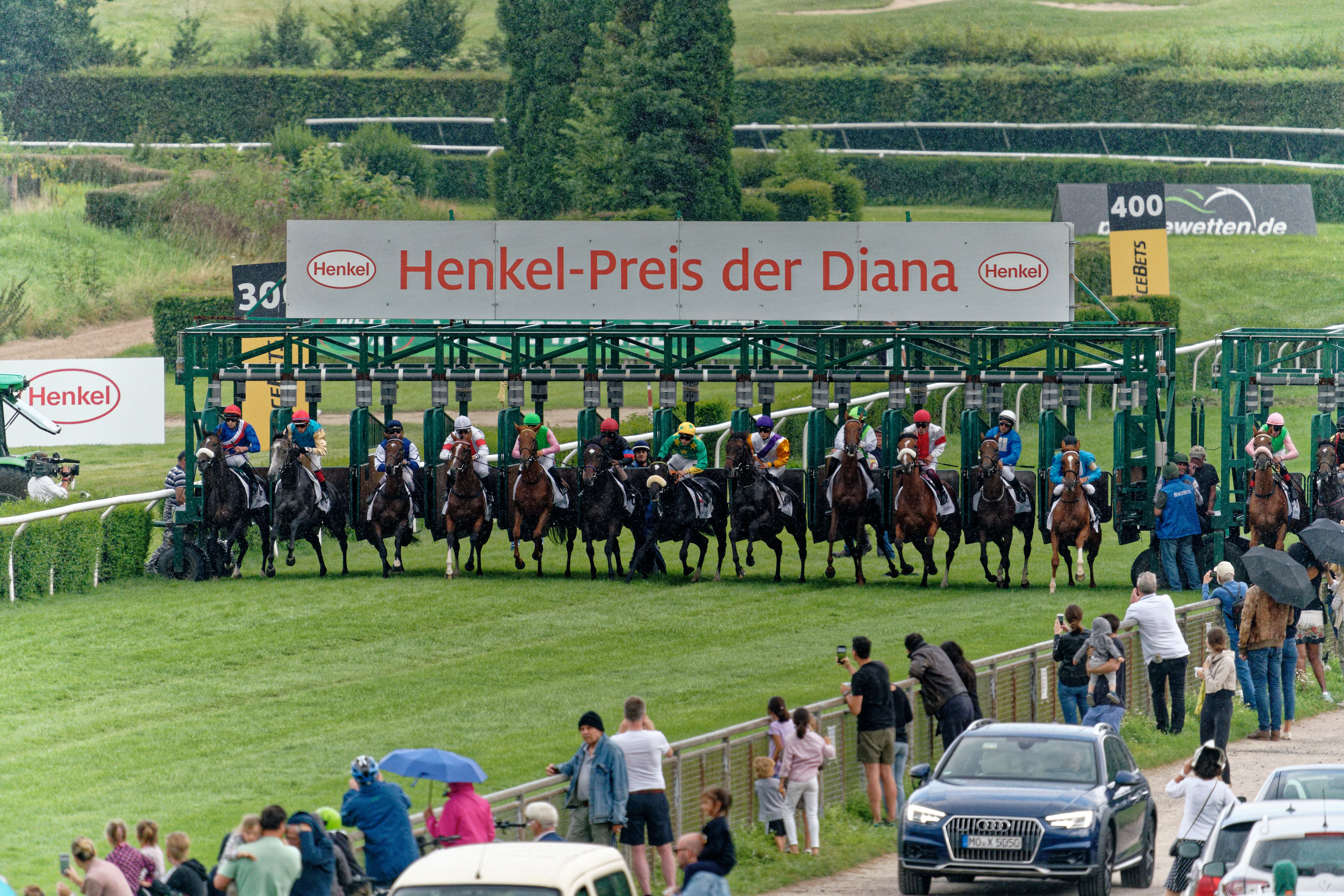
Start
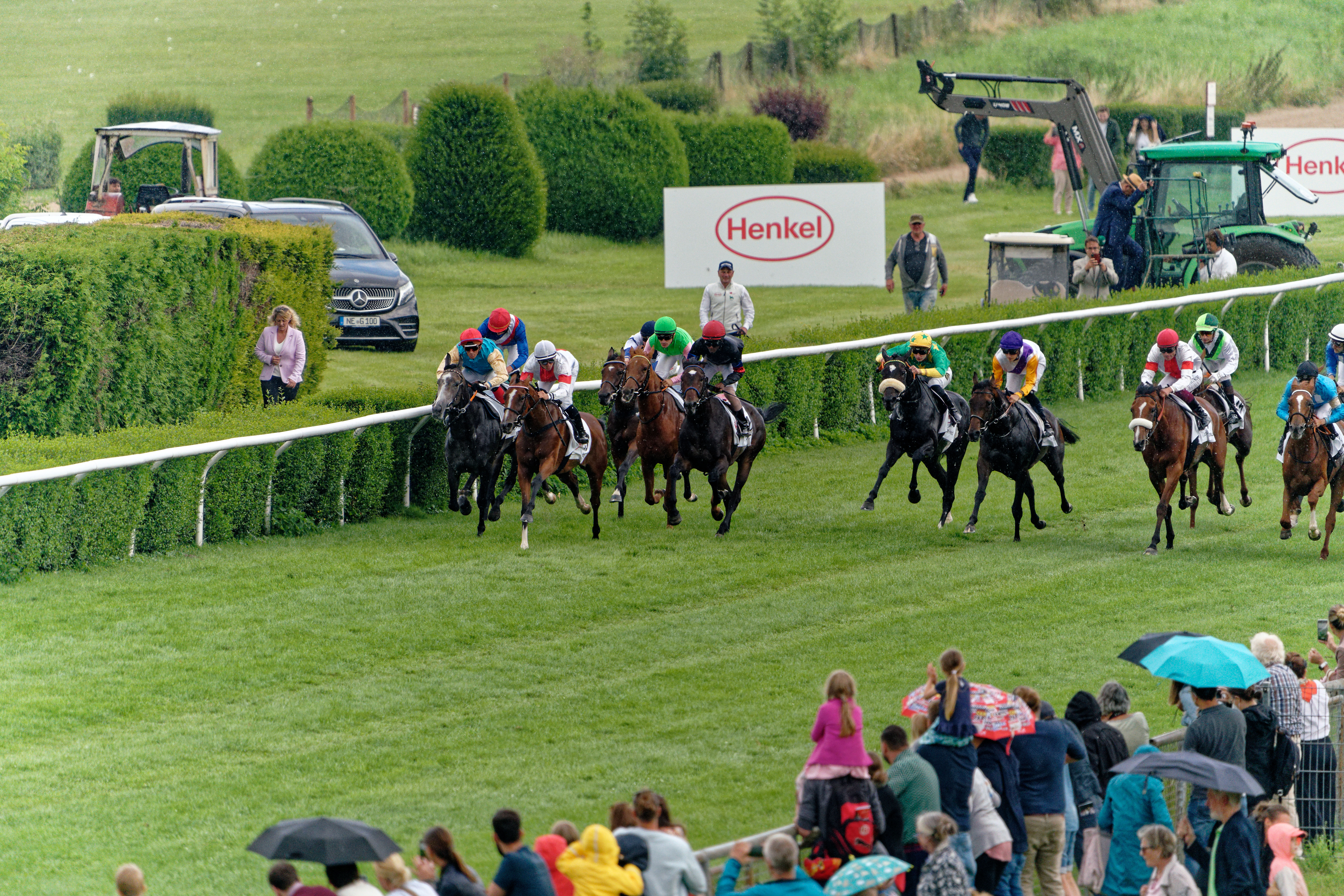
100m nach dem Start
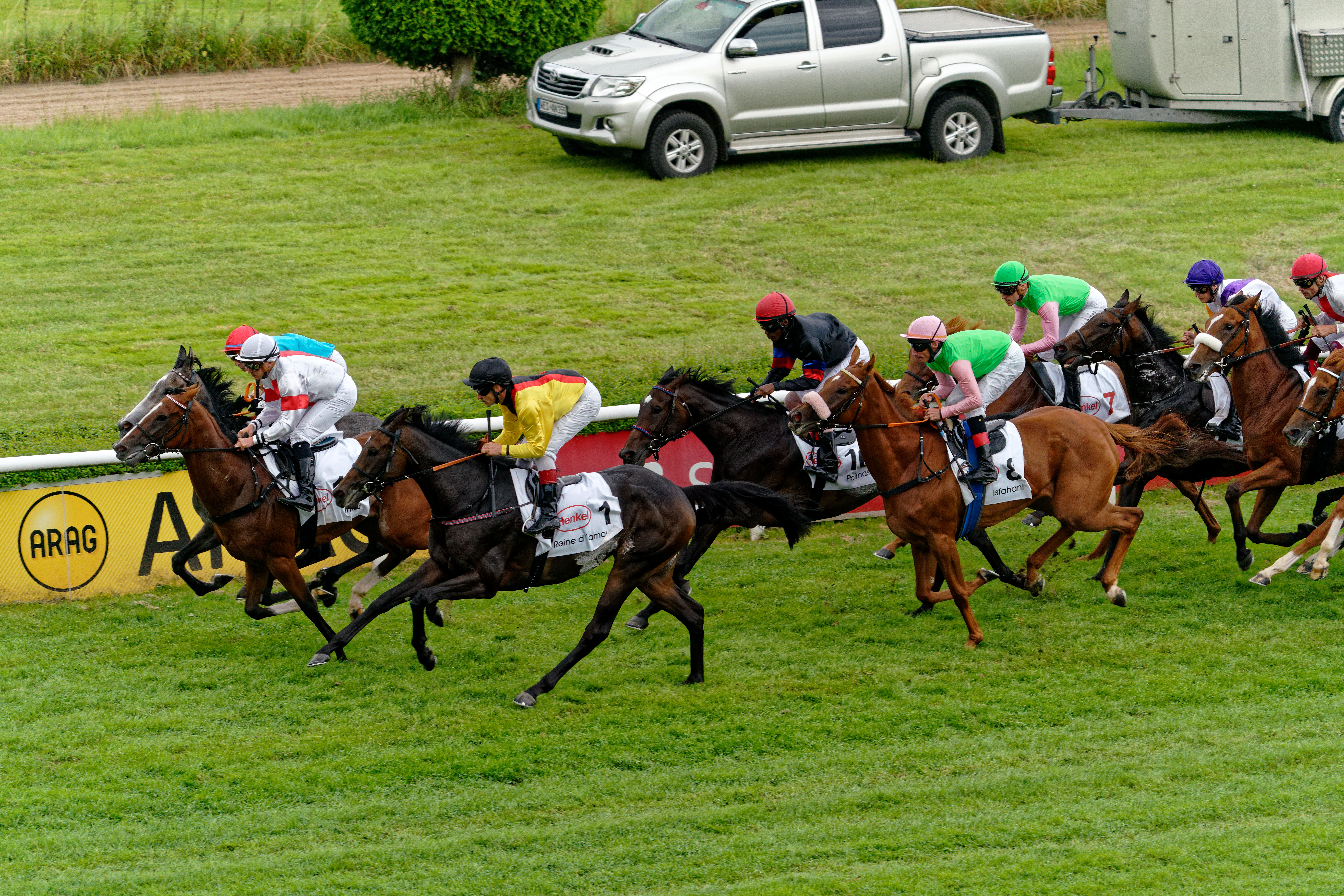
Das Feld sortiert sich nach dem Start
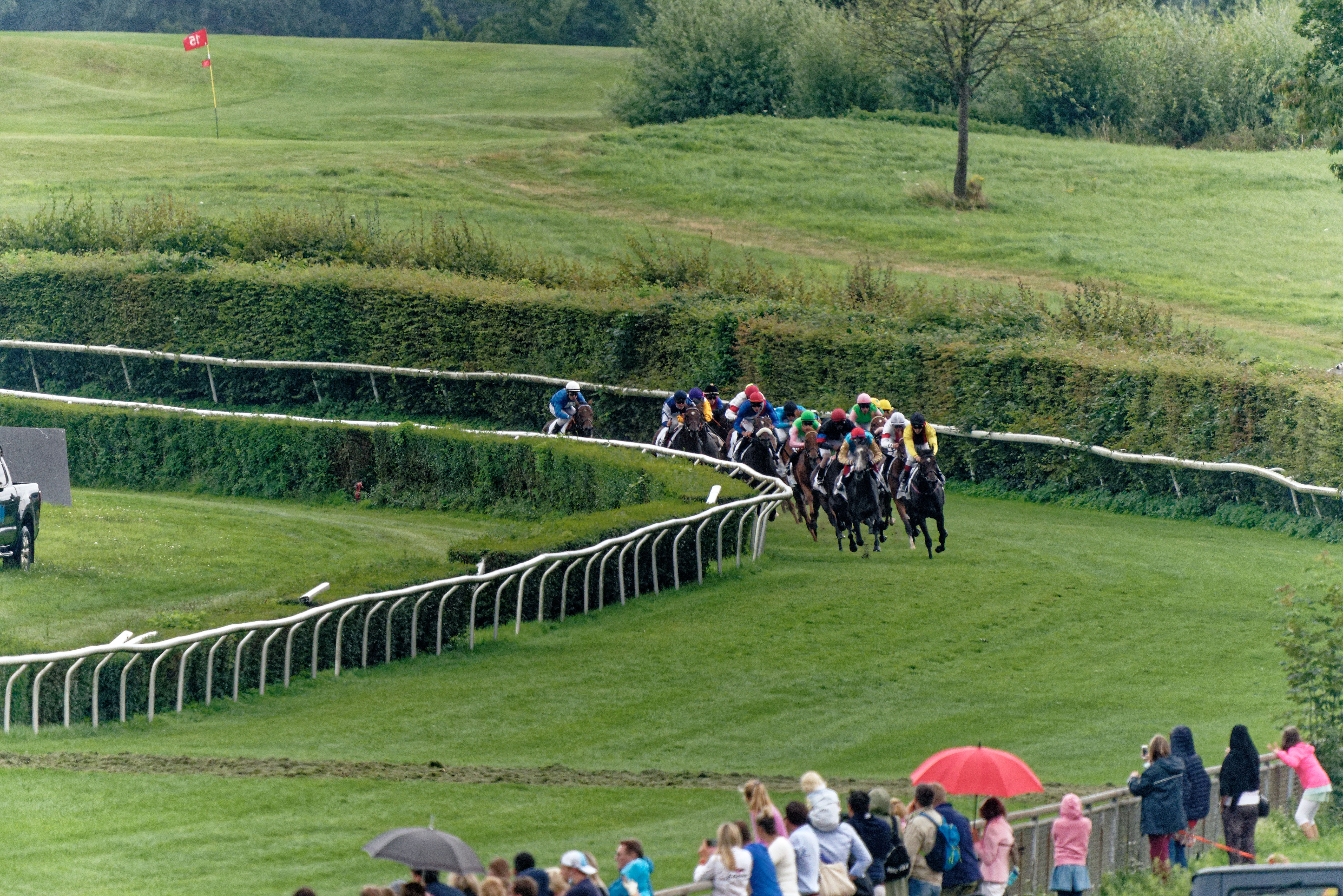
Die Pferde biegen auf die Zielgerade ein
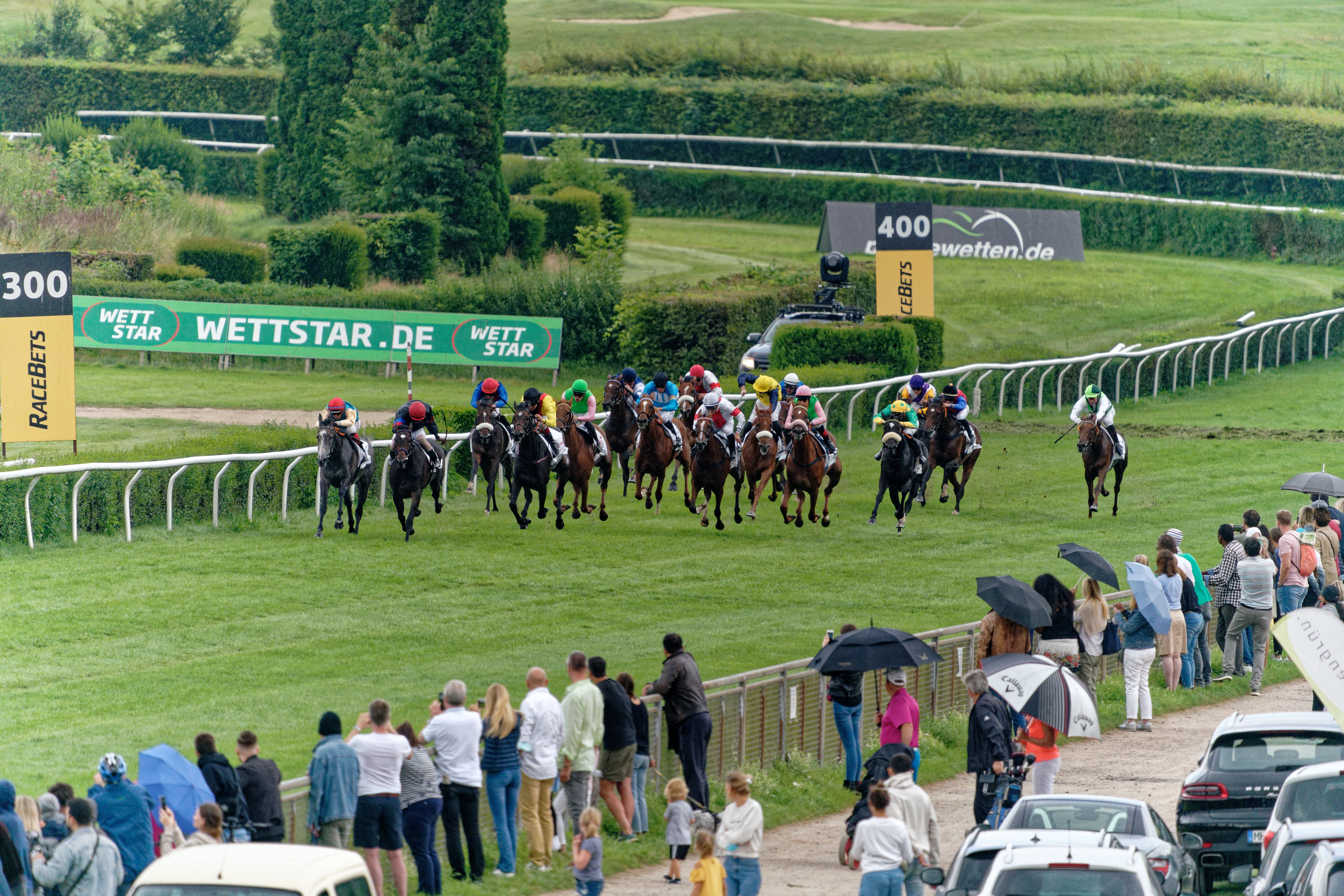
Palmas greift die lange Zeit führende Alaskasonne an
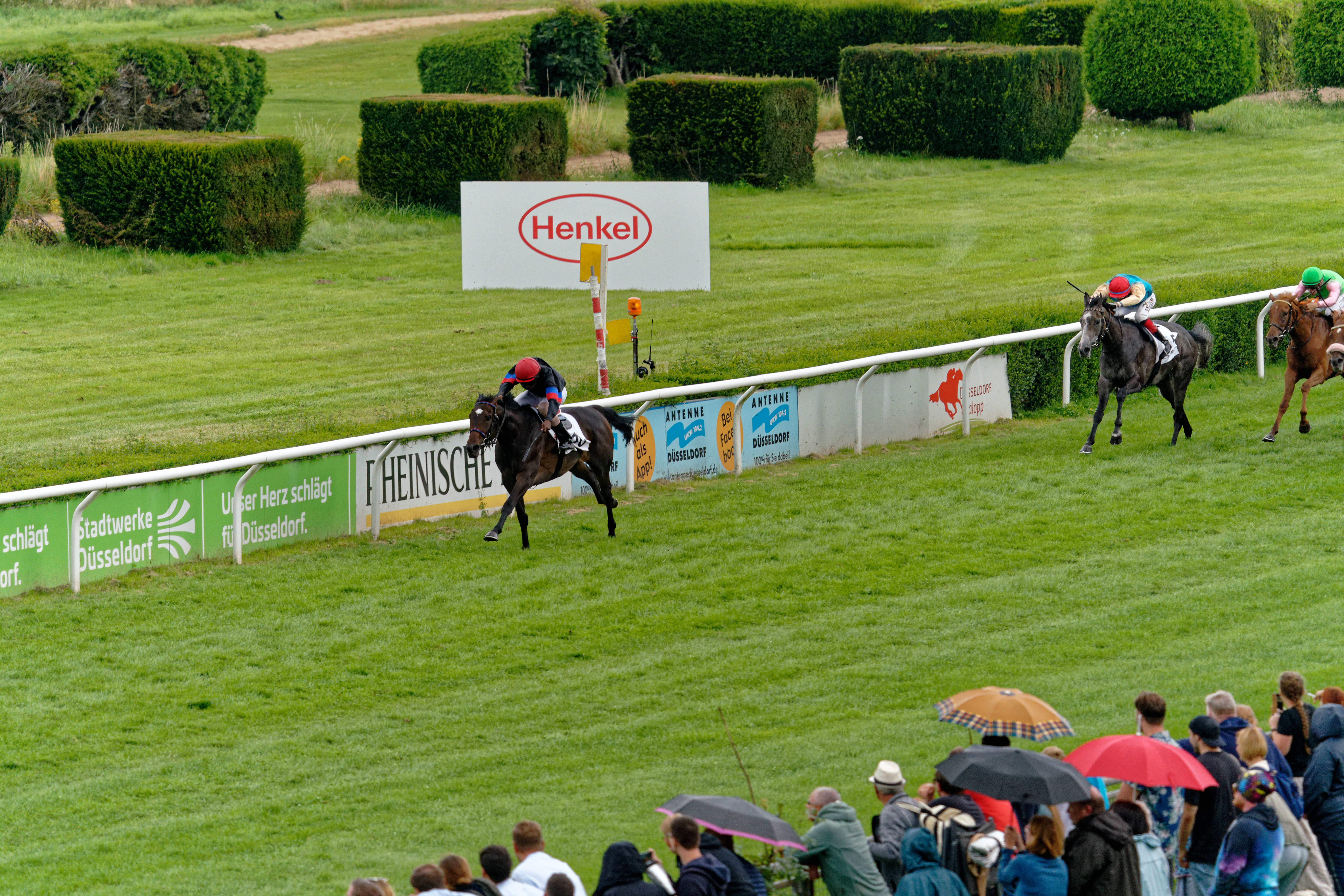
Palmas distanziert das Feld
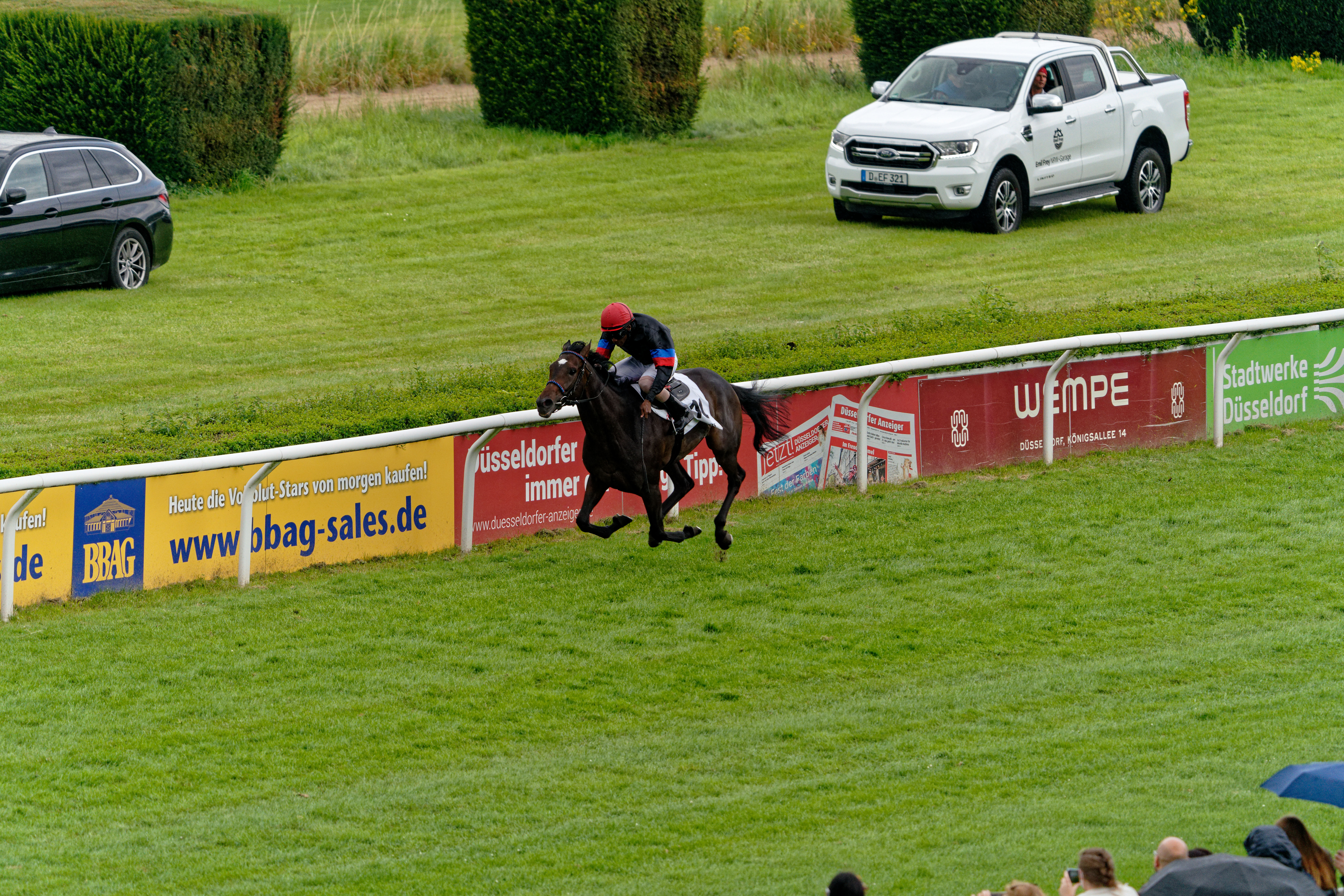
Palmas ist dem Feld enteilt
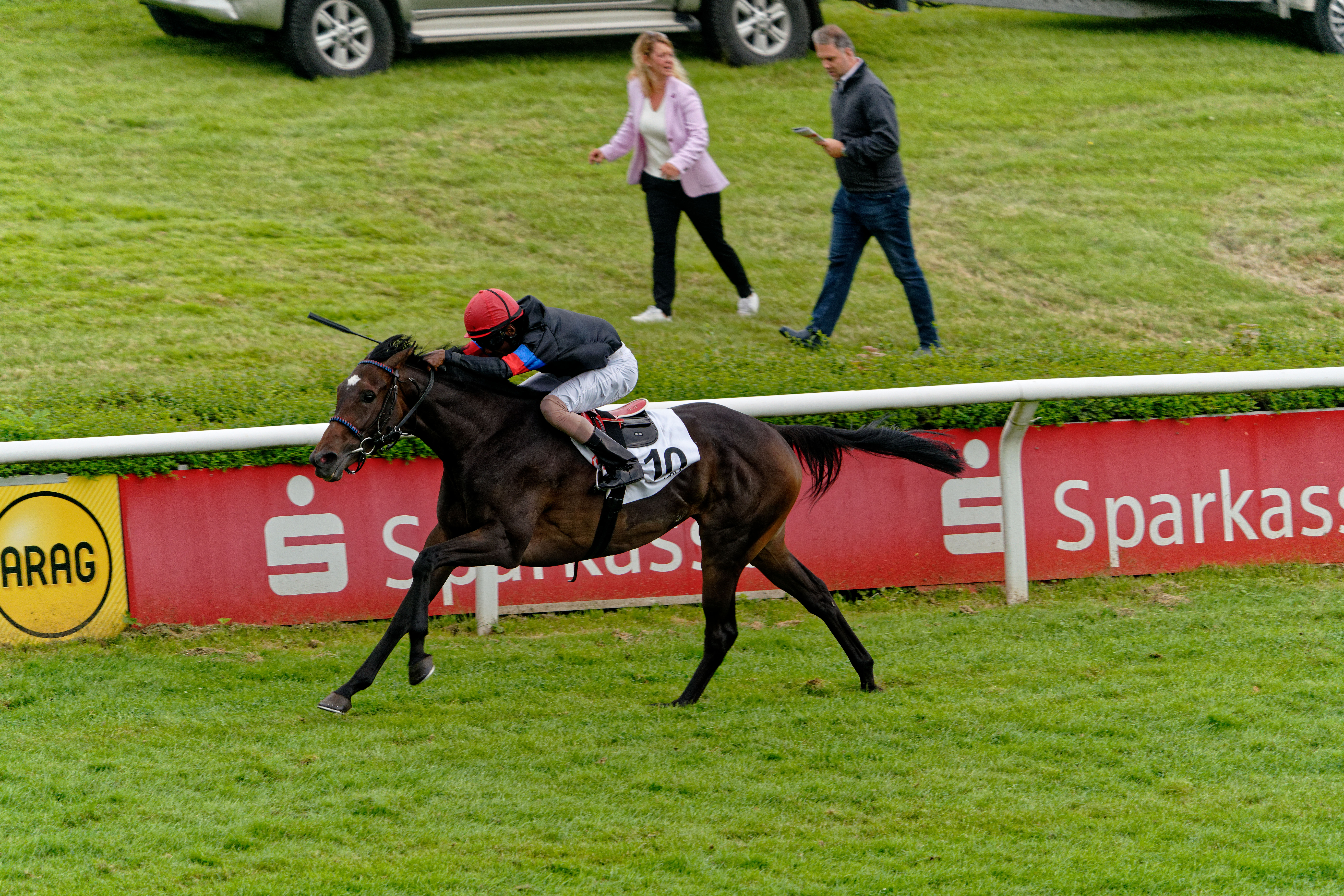
Palmas kurz vor dem Ziel

## Bilder von der Siegerehrung

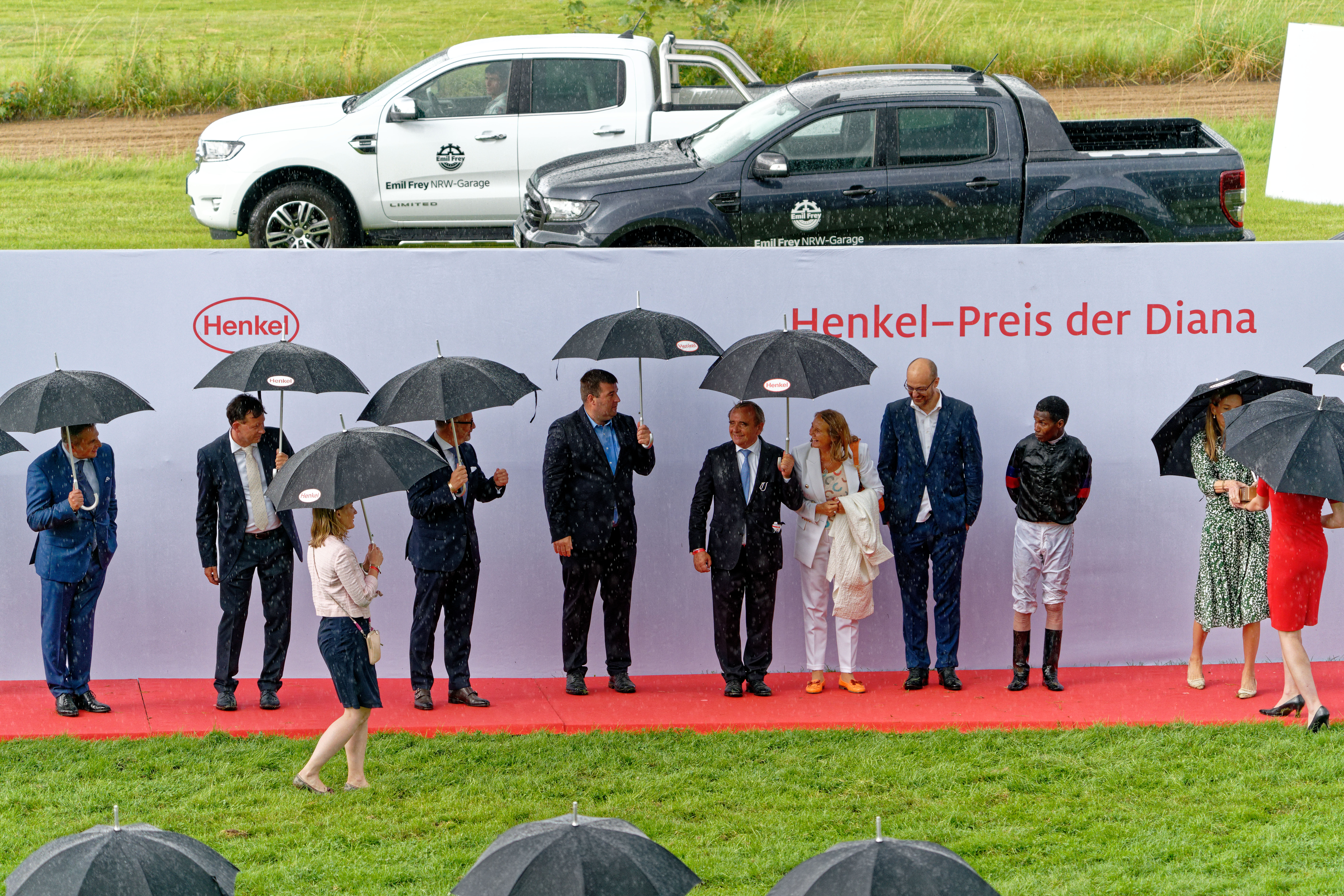
Siegerehrung im Regen
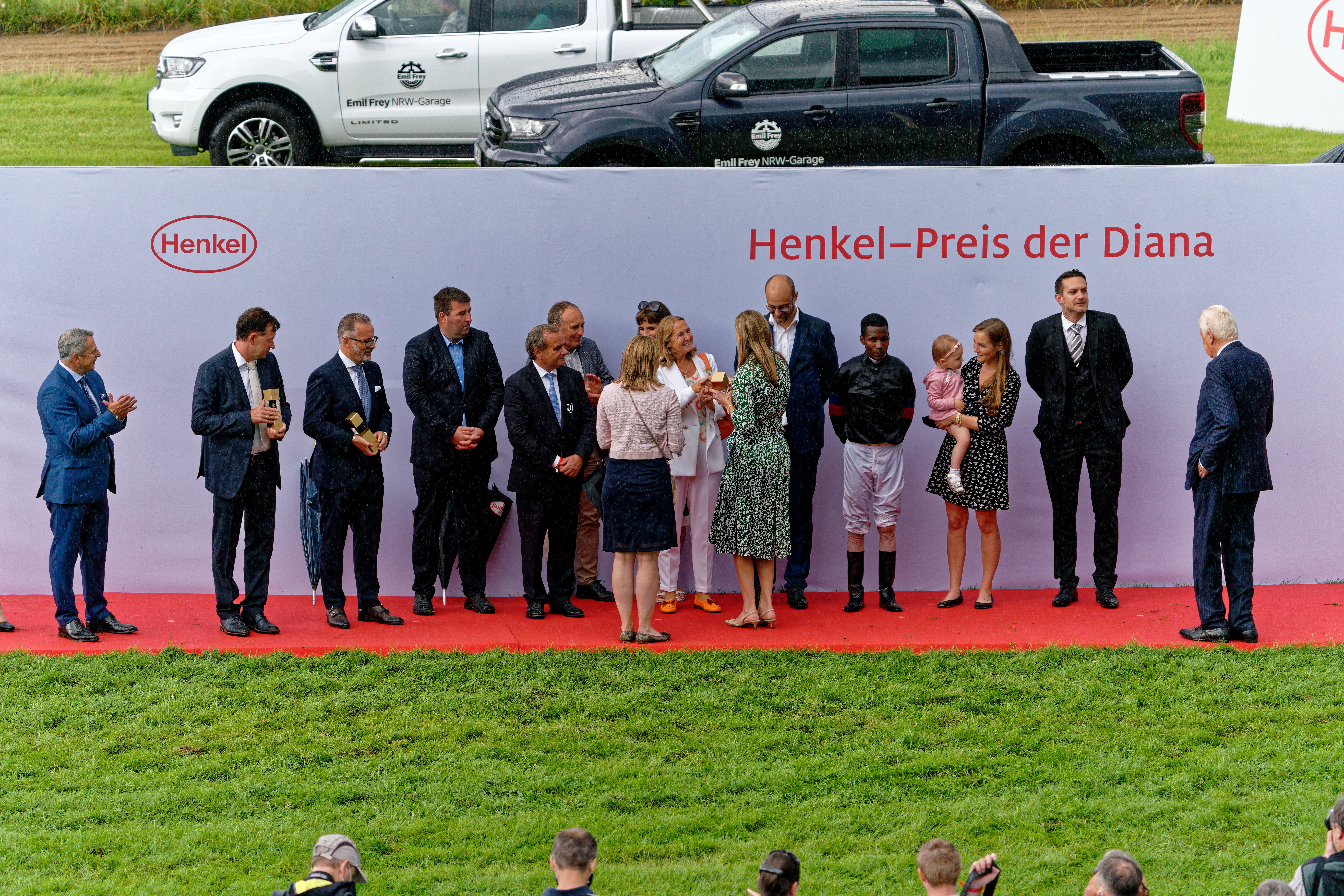
Henkel-Chefin Simone Bagel-Trah überreicht die Siegestrophäe an die Besitzerin
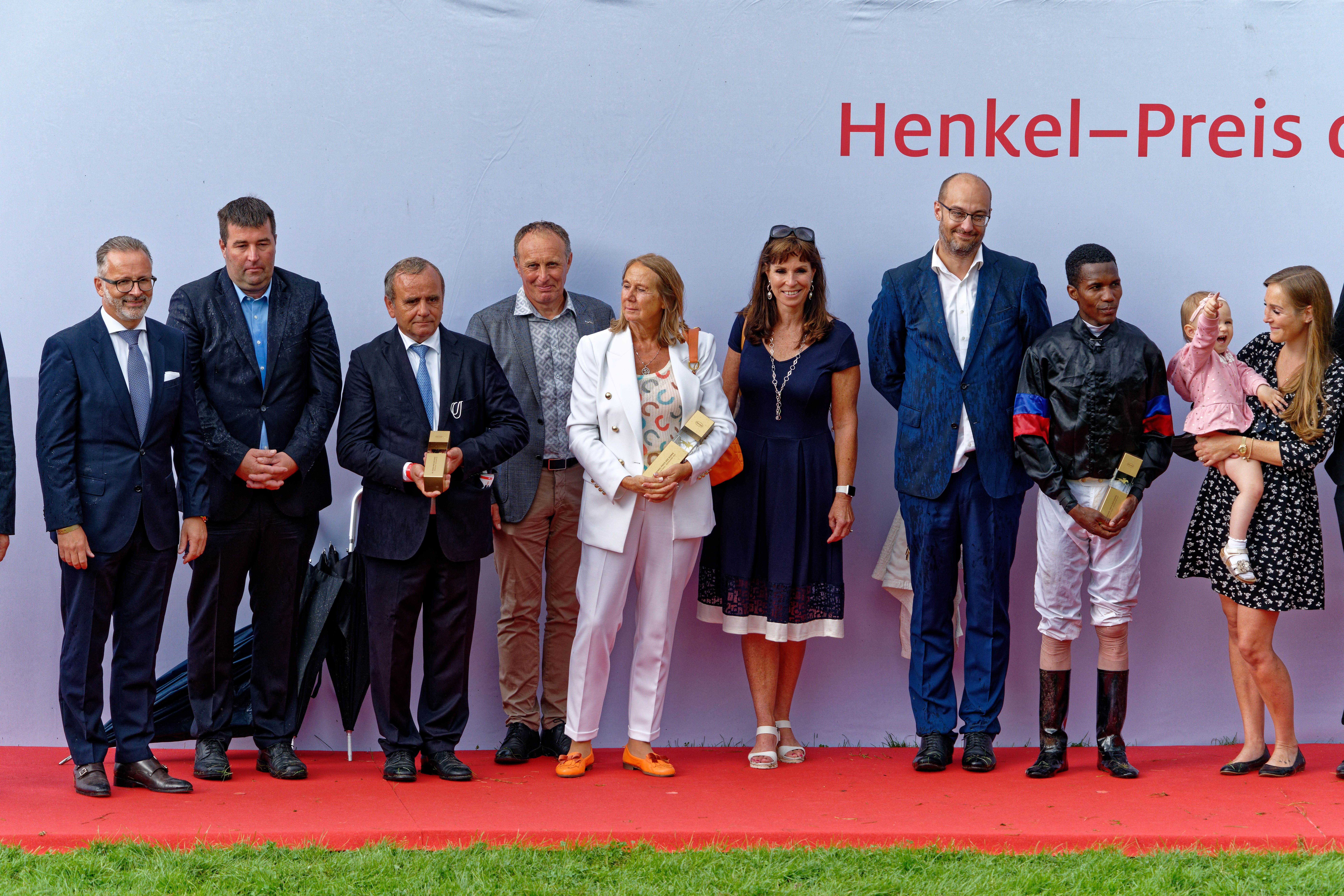
Nahaufnahme
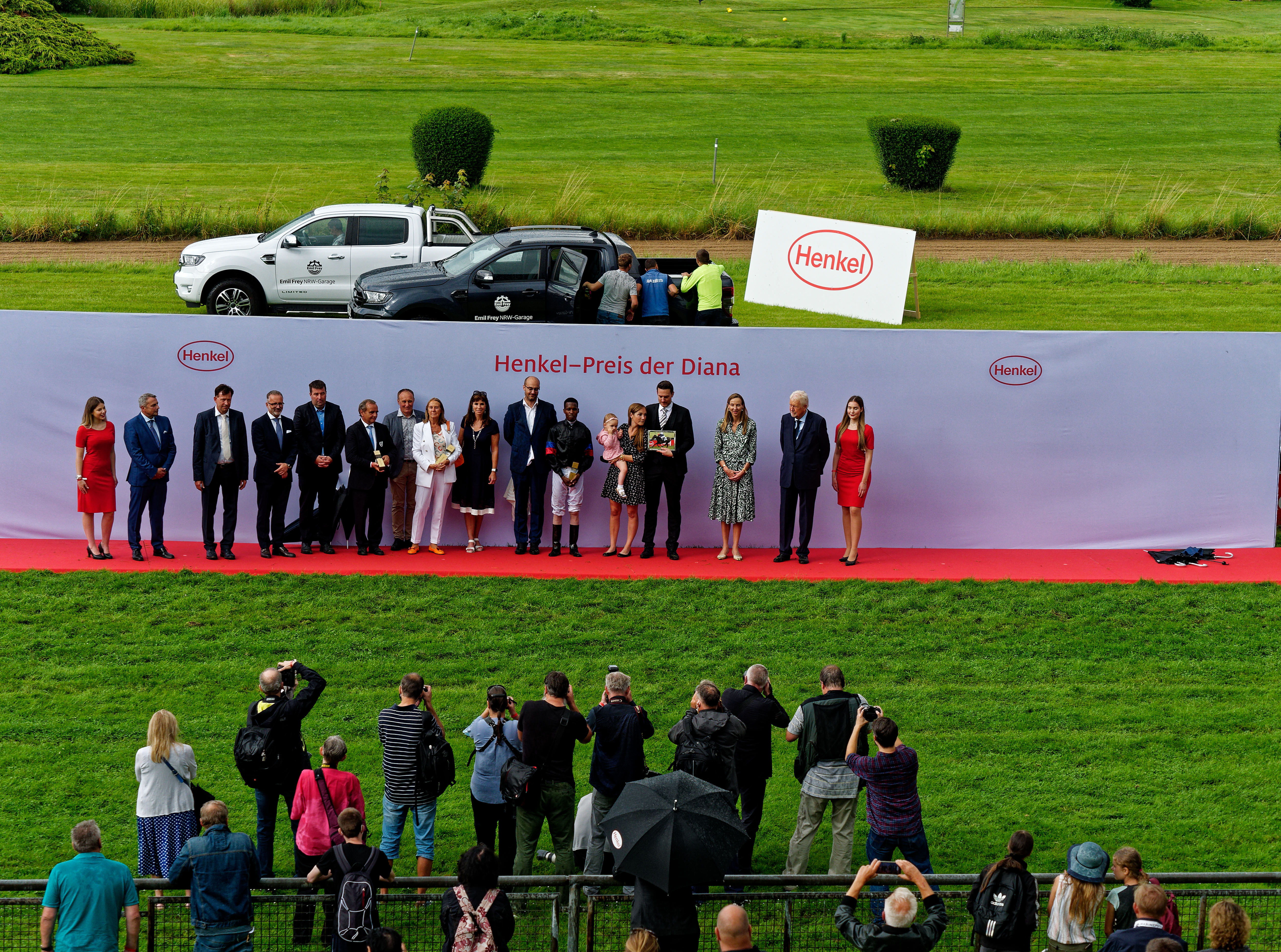
Gesamtbild